# Stefano Gabuzzi
Stefano Gabuzzi (* 8. August 1848 in Bellinzona; † 25. Januar 1936 in Daro (Gemeinde Bellinzona)), Freidenker, aus einem Bürgergeschlecht von Bellinzona, war ein Schweizer Richter, Militär,  Publizist, Politiker, Tessiner Grossrat, Staatsrat und Ständerat der Freisinnig-Demokratischen Partei (FDP).

## Biografie
Stefano Gabuzzi wurde als Sohn des Advokaten Luigi Gabuzzi von Bellinzona geboren. Er besuchte das Lyzeum im Kloster Einsiedeln erwarb er seine Studien in Rechtswissenschaft an der Universität Genf und promovierte in Heidelberg im Jahr 1871. Danach wirkte er als Anwalt und Verfasser von Schriften zum Strafrecht. Von 1872 bis 1876 war er Sekretär des Tessiner Grossrats. Als Militär von 1910 bis 1920 war er Präsident des eidgenössische Militärkassationsgerichts und von 1920 bis 1932 Richter am Appellationsgericht des Kantons  Tessin. Er war einer der wichtigsten Mitarbeiter der Democrazia von Bellinzona von 1867 bis 1871 und leitete 1872 die Riforma federale, in der er für die Verfassungsreform wirkte.
Als Mitglied der Liberal-Radikaler Partei war er Gemeinderat von Bellinzona von 1870 bis 1895, dann Mitglied des Tessiner Grossrates in den Jahren 1885–1904, 1913–1917, 1918–1920; er war auch Mitglied des jeweiligen kantonalen Verfassungsrats (1892 und 1921). Als Staatsrat war er Direktor der Finanz- und Militärdepartements von 1905 bis 1910 sowie Mitglied des Ständerates von 1910 bis 1920. Er war einer der Inspiratoren des proportionalistischen Kompromisses, den Bundesrat im Namen des Friedens nach dem Tessiner Putsch vom 11. September 1890 anstrebte.
Als massgeblicher Publizist veröffentlichte er: Essais sur les principes fondamentaux du droit pénal. (1868); Sulla iniziativa tributaria. (1895–1896); De la réforme de la procédure pénale tessinoise. Bellinzona 1893; Projet de Code de procédure pénale pour le canton du Tessin avec projets relatifs à la réforme de l’organisation judiciaire et de la constitution. Bellinzona 1894 und leitete das Repertorio di giurisprudenza patria (1881–1936). Im Jahr 1898 verlieh ihm die Universität Zürich den Doktortitel in honoris causa. Er war 1875–1876 Präsident der Società Federale di Ginnastica Bellinzona und Oberst der Schweizer Armee.
Sein Schwager war der Oberst und Politiker Giuseppe Fratecolla.